# 熱帶風暴三巴 (2018年)
熱帶風暴三巴（國際編號：1802，聯合颱風警報中心：WP022018，菲律賓大氣地球物理和天文服務管理局：Basyang），是2018年太平洋颱風季第2個被命名的熱帶氣旋。「三巴」一名由澳門提供，意為澳門旅遊景點大三巴。三巴源自一個在2月5日早上生成的低壓區，形成初期受到偏強的垂直風切變抑制。它先後在2月9—14日先後影響密克羅尼西亞和菲律賓，並成為2017—18年冬季連續第7個在菲律賓登陸的風暴，在當地造成毫雨引發山崩，14人因此而死亡。

## 發展過程
繼2018年1月出現有紀錄以來第3早形成的熱帶氣旋後，2018年2月再有熱帶氣旋活動。一個低壓區在關島東南方海域形成，美國海軍研究實驗室在5日早上6時半給予擾動編號93W，而聯合颱風警報中心在翌日（6日）下午2時將該低壓區在24小時內形成熱帶氣旋的機會評為「低」。該系統初時對流薄弱，組織散亂而未具螺旋性；不過之後對流開始爆發，並且打開極地方向流出通道，呈現熱帶氣旋雛形。聯合颱風警報中心在7日早上8時將該系統在24小時內形成熱帶氣旋的機會評級升為「中」，至翌日（8日）早上6時進一步提升至「高」，並同時發佈熱帶氣旋形成警報。與此同時日本氣象廳和臺灣中央氣象局在接連在早上8時和下午5時將該低壓區升格為熱帶低氣壓，聯合颱風警報中心至9日凌晨5時跟隨升格，並且給予熱帶氣旋編號02W。該熱帶低氣壓初時受副熱帶高壓脊帶動，採取西北偏北路徑，隨後路徑出現逆時針轉變，轉向西南偏西。電腦數值預報模式指出，該系統將移向菲律賓附近，只是強度上存在分歧。
受到偏強的垂直風切變抑制，該熱帶低氣壓在10日發展緩慢，甚至一度轉趨減弱。隨着垂直風切變減弱，該系統在11日恢復增強。日本氣象廳在凌晨3時25分發佈烈風警報，表示該熱帶低氣壓在隨後1日內有機會增強為熱帶風暴；聯合颱風警報中心更率先在凌晨5時將該系統升格為熱帶風暴，中國國家氣象中心至早上10時25分亦作出此項升格。而香港天文台則在早上9時45分表示「一個熱帶氣旋似乎在形成中」；再在10時25分將該系統升格為熱帶低氣壓。日本氣象廳在下午3時05分正式把該系統升格為熱帶風暴，並命名為三巴，給予國際編號1802，不久後中央氣象局亦把三巴升格為輕度颱風。三巴在晚上11時進入菲律賓大氣地球物理和天文管理局責任範圍，當局把三巴評為熱帶風暴，風速每小時65公里，給予當地名稱「巴斯揚」（Basyang）。
由於再次受到垂直風切變影響，三巴增強之勢在12日一再暫停，直至當晚才稍為增強，對流雲帶填補原先外露的低層環流中心，香港天文台要到13日凌晨3時45分才把三巴升為熱帶風暴。副熱帶高壓脊維持強勢，帶領三巴以時速25公里向菲律賓長驅直進，菲律賓大氣地球物理和天文管理局宣佈三巴於早上9時15分在棉蘭老島希納圖安登陸。上午較後時間三巴快速擦過民答那峨島東北角，進入保和海，菲律賓大氣地球物理和天文管理局在下午2時宣佈三巴在朗芒芽地再度登陸。受到地形影響，三巴轉趨減弱，聯合颱風警報中心在晚上11時把三巴降為熱帶低氣壓。三巴在14日凌晨時分進入蘇祿海，日本氣象廳在早上8時45分把三巴降為熱帶低氣壓，香港天文台在1小時後亦作出此項降格。在強勁風切變的影響下，三巴的低層環流中心外露，中國國家氣象中心在早上8時把三巴降為熱帶低壓，並對其停止編號；聯合颱風警報中心也在下午5時發佈最後警報；香港天文台則在下午6時45分把三巴降為低壓區。三巴其後橫過巴拉望省並移入南海，日本氣象廳在16日下午8時表示三巴減弱消散。

## 影響

### 密克羅尼西亞
當地發出之最高風暴信號：熱帶風暴觀察預警
三巴在2月9日逼近密克羅尼西亞，美國國家氣象局在凌晨7時55分對法斯島、烏利西環礁、雅浦島及恩古盧環礁發出熱帶風暴觀察預警，並對東面及北面的島嶼一併發出巨浪警報，當時三巴集結在法西島以東250公里，增強為熱帶低氣壓。美國國家氣象局在10日早上6時將熱帶風暴觀察預警的範圍擴大至卡扬埃尔。三巴在下午5時最接近密克羅尼西亞，在法西島之東南偏南75公里外掠過。

### 菲律賓
當地發出之最高風暴信號：二號風暴信號
三巴穩定西移，即將進入當地責任範圍，並預料橫掃棉蘭老島，因此菲律賓大氣地球物理和天文服務管理局在11日下午5時把三巴評為熱帶風暴的同時，已隨即發出一號風暴信號，當時三巴位於希納圖安以東1035公里。隨着三巴穩定逼近，菲律賓大氣地球物理和天文服務管理局在12日早上8時發出二號風暴信號，當時三巴已移至希納圖安以東620公里。三巴於13日早上9時15分在棉蘭老島希納圖安登陸，隨着三巴減弱為熱帶低氣壓，菲律賓大氣地球物理和天文服務管理局在早上10時改發一號風暴信號，當時三巴位於棉蘭老島希納圖安境內。三巴在14日下午進一步減弱為低壓區，並在下午5時取消所有風暴信號，當時三巴位於普林塞薩港以南220公里。不過菲律賓大氣地球物理和天文服務管理局表示三巴仍有機會再度發展成熱帶低氣壓。三巴為米沙鄢群島南部及棉蘭老島北部帶來100—200毫米降雨量，以及每小時80—95公里的陣風，造成部份地區停電以及山崩，14人因此而喪生。

## 熱帶氣旋警告使用紀錄

### 菲律賓
| 菲律賓大氣地球物理和天文服務管理局 風暴信號 | 菲律賓大氣地球物理和天文服務管理局 風暴信號 | 菲律賓大氣地球物理和天文服務管理局 風暴信號 |
| ------------------------------------------- | ------------------------------------------- | ------------------------------------------- |
| 上一熱帶氣旋                                | 一號風暴信號                                | 下一熱帶氣旋                                |
| 熱帶風暴布拉萬                              | 一號風暴信號                                | 熱帶風暴山神                                |
| 颱風天秤                                    | 二號風暴信號                                | 颱風山竹                                    |

## 外部連結
| 太平洋颱風季             |
| 主題頁 - 專題 - 編輯指南 |

- （英文）颱風2000：各氣象部門對三巴的預測路徑集合 （页面存档备份，存于）
- （英文）美國太空總署：相關資料 （页面存档备份，存于）
- （日語）日本氣象廳：數位颱風網資料（日文版 （页面存档备份，存于）、英文版 （页面存档备份，存于））、熱帶風暴三巴最佳路徑圖 （页面存档备份，存于）、1802最佳路徑數據（日文版 （页面存档备份，存于）、英文版 （页面存档备份，存于））、2018年熱帶氣旋最佳路徑數據 （页面存档备份，存于） （页面存档备份，存于）
- （英文）美國聯合颱風警報中心：02W最佳路徑數據 （页面存档备份，存于）、熱帶風暴三巴最佳路徑圖 （页面存档备份，存于）
- （英文）美國海軍研究實驗室：02W檔案 （页面存档备份，存于）
- （繁體中文）臺灣交通部中央氣象局：颱風資料庫——輕度颱風三巴
- （繁體中文）香港天文台：2018年2月熱帶氣旋概述 （页面存档备份，存于）、實時天氣稿（2月11日 （页面存档备份，存于）－12日 （页面存档备份，存于）－13日 （页面存档备份，存于）－14日 （页面存档备份，存于）－15日 （页面存档备份，存于））
- （英文）菲律賓大氣地球物理和天文管理局：熱帶氣旋發佈存檔 （页面存档备份，存于） （页面存档备份，存于）